# Requienia obcordata
Requienia obcordata är en ärtväxtart som först beskrevs av Jean Louis Marie Poiret, och fick sitt nu gällande namn av Dc. Requienia obcordata ingår i släktet Requienia och familjen ärtväxter. Inga underarter finns listade i Catalogue of Life.